# Kraljevstvo Aksum
Kraljevstvo Aksum ili Aksumsko carstvo (staroetiopski:Mangiśta Aksum), bila je važna država u sjeveroistočnoj Africi, koja je svoj uspon i rast otpočela od 4. st. pr. Kr. da bi svoj zenit dosegla u 1. stoljeću naše ere.
Njezino drevno sjedište grad Aksum nalazilo se u sjevernoj Etiopiji. Kraljevstvo Aksum počelo je koristi ime Etiopija već u 4. stoljeću. Aksum je navodno i mjesto gdje se nalazi mitski Kovčeg Saveza (Aron Habri) i dvor kraljice od Sabe. Aksum je bio i prvo veliko carstvo koje je prihvatilo kršćanstvo.

## Povijest
Aksum se prvi put spominje u 1. stoljeću u rimskom Peljaru po Eritrejskom moru (Periplus Maris Erythraei) kao važni centar za trgovinu bjelokosti, cijenjenu robu antičkog svijeta, iz tog Peljara se doznaje i da je vladar Aksuma u 1. stoljeću bio Zoskales, koji je pored vladavine u Aksumu imao kontrolu i nad dvije luke u Crvenom moru: Adulis (kod današnje Massawe) i Avalites (kod Asabe) danas u Eritreji. Iz tog Peljara doznajemo i da je Zoskales bio upoznat s grčkom literaturom.

### Trgovina kao izvorište snage i moći
Smješteno u sjevernoj Etiopiji i Eritreji, Kraljevstvo Aksum bilo je duboko vezano uz trgovinu između Indije i Sredozemlja. Aksum je iskoristio promjenu rimskih pomorskih puteva prema Indiji. Ta promjena dogodila se negdje oko početka naše ere] Stariji plovni putevi išli su do Perzijskog zaljeva, jer se plovidba odvijala samo uz obalu, tako su se koristile brojne usputne luke i na kraju karavanski putevi, kojima se roba dostavljala do Levanta.
Crveno more je u tom vremenu bilo od sekundarnog značaja, negdje oko 100. pr. Kr. počela se koristiti nova pomorska ruta od Egipta do Indije preko Crvenog mora, na njoj su se mogli koristili monsunski vjetrovi da se prebrodi Arapsko more i dopre do južne Indije. Negdje oko 100. godine, obujam prometa po Crvenom moru se dramatično povećao, jer je narasla rimska potražnja za egzotičnim robama.
U to vrijeme luka Adulis na Crvenom moru, postala je glavna luka za izvoz afričkih dragocjenih roba poput; bjelokosti, tamjana, zlata, robova i egzotičnih životinja. Kako bi osigurali dostavu takvih dobara, kraljevi Aksuma činili su sve da prošire svoju trgovačku mrežu po unutrašnjosti Afrike. Imali su brojne suparnike, koji su se bavili istim poslom od prije, poput Kraljevine Kuš, koja je u prošlosti opskrbljivala Egipat s afričkim robama preko Nila. Već negdje pri kraju 1. stoljeća Aksum je stekao kontrolu nad teritorijem Kraljevine Kuš. Tijekom 2. i 3. stoljeća Kraljevstvo Aksum proširilo je svoju kontrolu nad južnim dijelom Crvenog mora. Tako je Kraljevstvo Aksum postupno uspjelo postati glavni dobavljač afričkih roba za Rimsko Carstvo.

### Porijeklo Aksuma
Za Kraljevstvo Aksum se dugo držalo da su ga osnovali Sabejci koji su prešli preko Crvenog mora iz Južne Arabije (današnji Jemen ) na teritorij Etiopije. Danas pak mnogi misle da je ono rezultat autohtonog afričkog razvoja. [
Znanstvenici poput Stuarta Munro-Haya ukazali su na postojanje puno starijeg Kraljevstva Damot (Kraljevstvo D'mt), koje je postojalo puno prije Sabejske migracije već tamo oko 4. st. ili 5. stoljeća pr. Kr., drugi argument koji navodi Munro-Hay je da su Sabejski doseljenici živjeli na teritoriju Aksuma tek nekoliko decenija i bilo ih je vrlo malo. Treći argument Munro-Haya je staroetiopski semitski jezik Geez, za koji se danas drži da nije izvedenica Sabejskog, u međuvremenu su prikupljeni dokazi o postojanju semitskih jezika u Etiopiji i Eritreji starih 2000. g. prije Krista.
Sabejski utjecaj na kraljevstvo Aksum se danas drži za marginalan, ograničen na svega nekoliko lokaliteta, a i tamo se gubi nakon nekoliko desetljeća (ili stoljeća), ti lokaliteti su možda bili trgovačke ili vojne kolonije, koje su živjele u nekoj vrsti simbioze ili saveza s Kraljevstvom Damot (D'mt) ili neka proto-Aksumitska država. Zbrku povećava postojanje antičkog etiopskog grada koji se zvao Saba, ali koje po svemu izgleda nije bilo naselja Sabejaca.

### Aksumsko carstvo
Carstvo Aksum na vrhuncu svoje moći prostiralo se na većini ozemlja današnjih država; Eritreje, na sjeveru Etiopije i Sudana, te po Jemenu i dijelu južne Arabije. Glavni grad carstva bio je Aksum (sjever Etiopije). Današnji Aksum je manji grad, koji ničim ne govori da je nekad bio metropola, kulturno i gospodarsko središte carstva. I danas se pored grada nalaze ostatci aksumskih grobova s visokim obeliscima i stelama.
Ostali važni gradovi carstva bili su;  Jeha, Havulti, Matara, Adulis, i Kohaito (posljednja tri su današnjoj Eritreji).
Od 3. stoljeća Kraljevstvo Aksum se počelo miješati u južno arapske poslove, preuzevši kontrolu nad obalnim pojasom Tihama (danas Sjeverni Jemen). Pri kraju 3. stoljeća Aksum je otpočeo kovati vlastiti novac nazvavši ga po tada slavnom kršćanskom proroku Mani, tako je Aksum bio jedna od četiri velike sile svoga vremena, uz Perziju, Rim, i Kinu koja je kovala novac. 
Negdje oko 325. ili 328. za vrijeme kralja Ezana, Aksum je prihvatio kršćanstvo i bio prva država koja je koristila motiv križa na svojim kovanicama. Na svom vrhuncu Kraljevstvo Aksum kontroliralo je sjever Etiopije, Eritreje i Sudana, jug Egipta, Džibuti, Jemen, i južni dio Saudijske Arabije, ukupno je kontrolirala 1,25 milijuna km ².
Po nekim povjesničarima Aksum je bio saveznik Bizanta u borbi protiv Sasanidskog Perzijskog Carstva i rastućeg utjecaja Islama u tom dijelu svijeta. To savezništvo je naprasno prekinuto iz neobjašnjivih razloga u 7. stoljeću.

### Propast Aksuma i pobjeda paganskih plemena
Nakon drugog zlatnog doba, početkom 6. stoljeća, carstvo se počelo urušavati, tako da je početkom 7. stoljeća prestala proizvodnja kovanica. Istovremeno desio se proces velike selidbe stanovništva, koje je krenulo na visoravni u unutrašnjosti Etiopije radi veće sigurnosti i boljih uvjeta za život. Po lokalnoj usmenoj predaji za to je kriva židovska kraljica po imenu Gudit (Judita), ona je vojno porazila Aksumsko carstvo, te potom uništila sve njegove tragove (crkve i knjige), neki suvremeni povjesničari sumnjaju u njezino postojanje, pa dakle i u tu priču.
Druga teorija polazi od toga da je Aksumsko carstvo srušila poganska kraljica s juga, po imenu Bani al-Hamvijah, vjerojatno vladarica plemena al-Damutah ili Damoti (Sidama). Nakon kraćeg crnog razdoblja pomutnje i propasti, Aksumsko carstvo nasljeđuje u 11. ili 12. stoljeću Dinastija Zagaj, iako ne više tako moćna i snažna. Nakon dinastije Zagaj, na vlast se popeo Jekuno Amlak, koji je ubio posljednjeg kralja iz dinastije Zagaj i osnovao modernu Salomonsku dinastiju, on je tvrdio da vuče rodoslovlje od posljednjeg cara Aksumskog carstva -Dil Na'oda.
Treća teorija o propasti Aksumskog carstva polazi od znanstvenih činjenica o klimatskim promjenama koje su se desile u tom vremenu na Rogu Afrike. Uz to pretjerano iscrpjivanje zemlje ekstenzivnom zemljoradnjom, te smanjenje trgovačke aktivnosti po Crvenom moru, dovelo je do gospodarskog sloma carstva.

## Život u Kraljevstvu Aksum

### Društveno uređenje Kraljevstva Aksum
Stanovnici Aksuma bili su mješavina naroda, jedan dio bili su Habeši, narod koji je govorio semitskim jezikom dobar dio govorio je Kušitski, te Nilsko-saharskim jezicima ( Narod Kunama i Nara).
Aksumitski kraljevi nosili su službeni naslov - nigūśa Nagast na staroetiopskom jeziku (Kralj kraljeva). 
Aksumsko carstvo krenulo je kao robovlasničko društvo, vremenom su uveli feudalni sustav kao pogodniji za zemljoradnju.

### Vjera
Prije prodora kršćanstva u Aksum, prakticirao se politeizam u kojem je Astar  bio glavno božanstvo. Oko 324. godine po Kristu, kralja Ezana II. preobratio je na kršćanstvo njegov rob-učitelj Sveti Frumentius, osnivač Etiopske pravoslavne crkve.  Frumentius je bio u kontaktu s crkvenim krugovima iz Aleksandrije, te su ga oni postavili za biskupa Etiopije oko 330. godine. Uticaj crkvenih krugova iz Aleksandrije nikada nije bio osobito jak u Aksumu, tako da je etiopska crkva razvila svoj vlastiti crkveni obred.

### Kultura
Carstvo Aksum je bilo poznato po svojim brojnim kulturnim dostignućima, poput vlastitog alfabeta- Geez koji se razvio iz južno arapskog alfabeta.

### Kovanice
Carstvo Aksum je bila prva afrička država dovoljno gospodarski snažna da se upusti u ambiciozni poduhvat kovanja vlastitog novca (o tome postoje brojne legende na staroetiopskom i grčkom). Od vladavine kralja Endubisa do krallja Armaha (oko 270. – 610.), kovao se zlatni, srebrni i brončani novac.

### Stele i obelisci
Brojne stele i obelisci su najprepoznatljiviji dijelovi aksumitske ostavštine. Ti kameni viziri služili su im za označavanje grobova. Najveći od svih dosad pronađenih obeliska bio je visok 33 m.

## Vanjske poveznice
- Istočno-zapadne pozicije Povijesnih carstava  Arhivirana inačica izvorne stranice od 22. veljače 2007. (Wayback Machine) (engl.)
- Afričke civilizacije: Aksum (engl.)
- Rog Afrike za antike: Aksum  Arhivirana inačica izvorne stranice od 24. lipnja 2007. (Wayback Machine) (engl.)
- Etiopske riznice - Kraljica od Sabe, - Aksum  Arhivirana inačica izvorne stranice od 23. ožujka 2010. (Wayback Machine) (engl.)